# Festa de la llimona

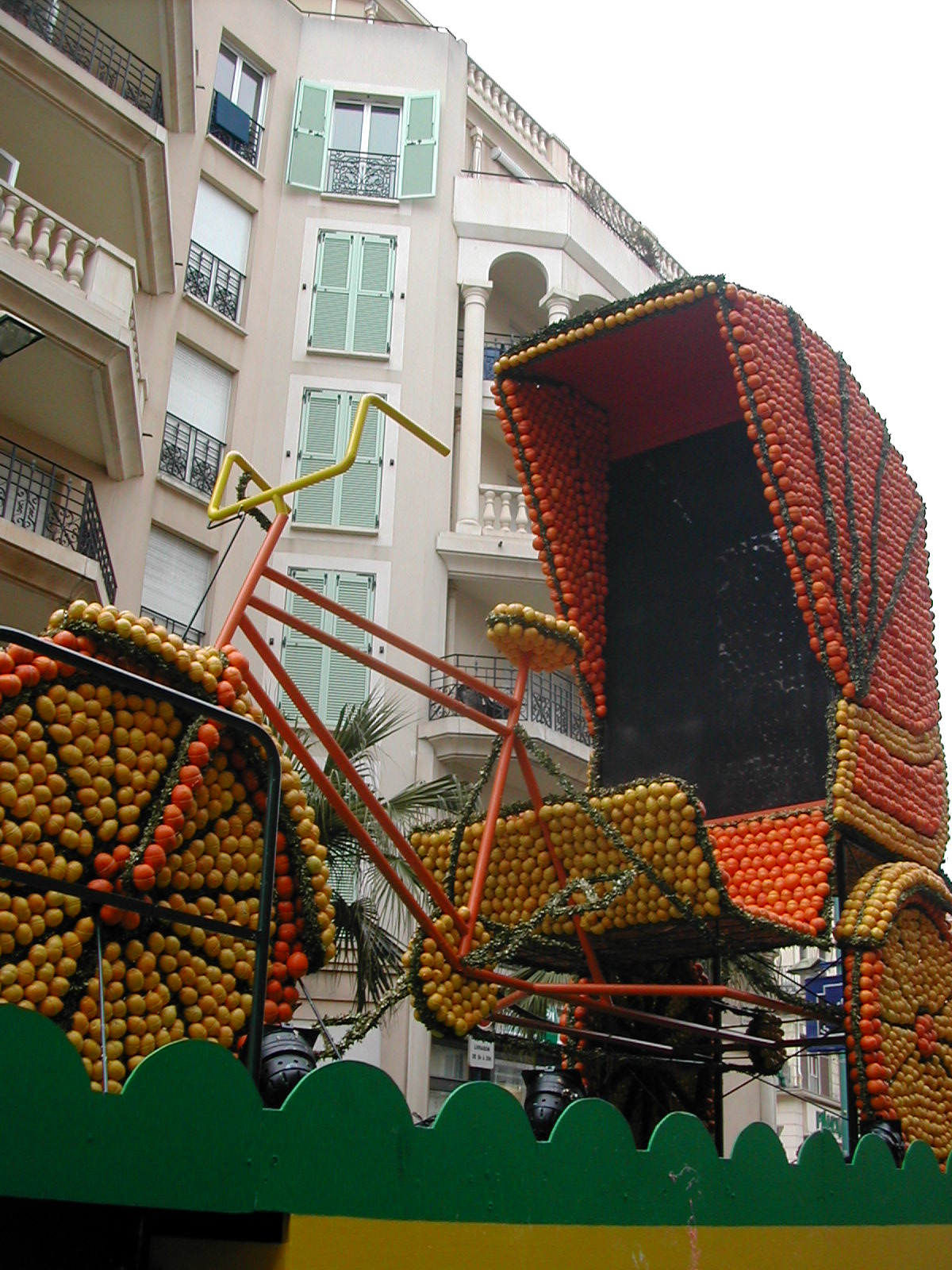
Desfilada de carroces fetes amb cítrics pels carrers de Menton

La Festa de la llimona (Fête du Citron en francès) és una festivitat feta a la ciutat de Menton (França) durant els dies de Carnaval.

## Llegenda
La festa neix de la llegenda, que quan Adam i Eva foren expulsats del paradís, Eva s'endugué un fruit d'or. Adan, temeròs de la cólera de Déu va insisitir perquè Eva deixés aquest fruit. La primera dona acceptà, però amb la condició que seria allà on ella voldria. En aquell instant albiraren la costa de Gavaran, on Eva va plantar el fruit i que a la llarga suposaria la fundació de la ciutat.

## Història
A finals dels anys 20, i mentre Europa es troba sotmesa a una forta crisi econòmica, Menton lidera la producció de llimones a nivell continental. Un hoteler de l'època, té la idea d'organitzar una exposició de flors i cítrics als jardins de l'Hotel Riviera. L'èxit de l'exposició, fou tan gran que l'any següent el nombre d'exposicions és molt superior i així de forma exponencial fins que el 1934, neix la festa de la llimona de forma oficial.

## Actualitat
Cada any, vora 200.000 turistes visiten la ciutat per a celebrar els carnavals a la ciutat. Especialment important és la desfilada de carroces fetes amb tota mena de cítrics on s'arriben a utilitzar vora de 145 tones entre llimones, taronges, pomelos i mandarines.